# Natalya Meshcheryakova
Natalya Meshcheryakova (russe : Наталья Мещерякова), née le 1er juin 1972, est une ancienne nageuse russe.

## Biographie
Aux Jeux de Barcelone, elle fait partie du relais 4 × 100 m 4 nages de l'équipe unifiée qui remporte la médaille de bronze. La même année, sur le 50 m nage libre, elle termine 6e de la finale.
En 1997, elle et son époux, le nageur Vladimir Pychnenko sont suspendus pendant deux ans après avoir été testés positifs aux stéroïdes anabolisants lors d'un stage à Chypre,.